# Édouard Manceau
Édouard Manceau, né le 24 janvier 1969 à Cholet (Maine-et-Loire), est un auteur et illustrateur français, notamment de livres et d'albums jeunesse.

## Biographie
Édouard Manceau passe son enfance en Vendée. Après quelques années où il cherche sa voie, il fait des études à l'École des beaux-arts d'Angers (ESBA) et commence en 1999 à publier des livres pour enfants.
Ses livres sont publiés en France par les éditions Thierry Magnier, Milan Presse, Frimousse, Tourbillon (depuis 2017 au sein du Groupe Bayard), Albin Michel, Le Seuil.
Ils sont traduits dans plusieurs langues, comme l'anglais, l'allemand, le catalan, le chinois, le coréen, l'espagnol (Argentine et Espagne), l'italien le néerlandais, le norvégien, le portugais (Brésil et Portugal), le thaï.
« Son travail s'appuie sur différentes techniques, mais sa prédilection se porte vers les papiers découpés. »
Outre des illustrations pour des livres, il dessine des jeux (notamment des puzzles en bois) principalement pour le fabricant Djeco.
Il voyage volontiers, à la rencontre d'enfants et de professionnels de l'enfance, en France et à l'étranger, dans des médiathèques, des écoles ou des salons.

## Œuvres

### Années 2000
1999
- Oh les amoureux, éditions Frimousse

2000
- Le Petit Nid,  éditions Frimousse

2001
- Tic-tic la girafe, éditions Frimousse, Prix de la ville de Nanterre
- Badaboum le lion, éditions Frimousse
- Toc la poule, éditions Frimousse
- Chtok-Chtok le chameau, éditions Frimousse

2002
- Zoum-zoum la coccinelle, éditions Frimousse
- Pof l'éléphant, éditions Frimousse
- Livre de grimaces, éditions Thierry Magnier

2003
- Croque la lune, éditions Milan
- Pipi tranquille, éditions Milan
- Rose bonbon, éditions Milan
- Debout soleil, éditions Milan
- Hop le mouton, éditions Frimousse
- Couic le pingouin, éditions Frimousse
- Pour toi mon trésor, éditions Frimousse

2004
- Mon Petit Secret, éditions Milan
- Des bisous !, éditions Milan
- Petits coquins !  éditions Milan
- Mais ou est passé le marchand de sable ?, éditions Glénat
- Les bilibilips, éditions Glénat
- Le monde à l'envers, éditions Glénat
- La baguette magique, éditions Glénat
- Frout-frout le cochon, éditions frimousse
- Poum la baleine, éditions Frimousse
- Ce sera toujours les grandes vacances, éditions Thierry Magnier

2005
- Au dodo ! éditions Milan
- Do ré mi fa sol, éditions Milan
- 1,2,3 abracadabra, éditions Milan
- Le petit éléphant et les couleurs, éditions Milan
- Le petit éléphant et les jours, éditions Milan
- Le petit éléphant et les chiffres, éditions Milan
- Glou-Glou l'âne, éditions Frimousse
- Zou la vache, éditions Frimousse
- Tougoudou l'escargot, éditions Frimousse

2006
- L'heure du goûter, éditions Milan
- Le petit éléphant et les formes, éditions Milan
- La journée du petit éléphant, éditions Milan
- Le petit éléphant et la météo, éditions Milan
- Tibidi le mille-pattes, éditions Frimousse
- Le Cirque le Far west, texte de Anne Cortey, ill. d’Édouard Manceau, Éditions Milan

2007
- Le petit monde de Capucine la souris, éditions Milan
- Le petit mot magique, éditions Milan
- Bravo les amis, éditions Milan
- Nom d'un champignon, éditions Milan
- Tous pareils ! éditions Milan, Sélection du prix des incorruptibles 2009,2010
- Le voyage du petit éléphant, éditions Milan
- Les émotions du petit éléphant, éditions Milan
- Le petit éléphant et les quatre saisons, éditions Milan
- Le petit éléphant et les contraires, éditions Milan
- Schlouff le crocodile, éditions Frimousse
- Pic-pic le tigre, éditions Frimousse
- Sous le chapiteau, photographies de Jean-Marc Fiess, éditions Thierry Magnier
- Monsieur Carotte, éditions Thierry Magnier

2008
- Chpop le lapin, éditions Frimousse
- Shrik-shrik le hérisson, éditions Frimousse
- Super coloriage pour petit héros, Mila éditions
- Le roi des petits coloriages, Mila éditions
- Petits coloriages monstrueux, Mila éditions
- Petits coloriages magiques, Mila éditions

2009
- Ça se peut ou ça se peut pas ?, éditions Milan
- La famille gribouillis, éditions Milan
- Tout pour ma pomme, éditions Milan, Prix des Incorruptibles 2011[4]
- Les quatre saisons de Capucine la souris, éditions Milan
- L'Atelier du petit éléphant, éditions Milan
- L'Atelier de Capucine la souris, éditions Milan
- Pif-pof l'oie, éditions Frimousse
- Fit-fit-fit le poney, éditions Frimousse
- Mes petits trésors, éditions Tourbillon

### Années 2010
2010
- Et si on jouait ! (avec Élise Ortiou-Campion), édition Milan
- C'est bien la moindre des choses, éditions Milan
- Si tous les éléphants s'appelaient Bertrand..., éditions Milan, Prix des Incorruptibles 2012[4]
- Le Petit Voleur, éditions Milan
- Zouik le rouge-gorge, éditions Frimousse

2011
- C'est l'histoire d'une histoire',' éditions Milan
- Merci, le vent !, éditions Milan
- Le Caca du coucou, éditions Frimousse
- Chting le serpent, éditions Frimousse
- Ouille Ouille Ouille le zèbre, éditions Frimousse
- La Vie secrète du loup, éditions Tourbillon
- Mes Petites Comptines (illustrations), éditions Tourbillon
- Mon domino des couleurs (illustrations), éditions Tourbillon

2012
- Concerto pour deux marmottes et plein d'enfants, éditions Frimousse et ville de Grenoble
- Mes petits amis, éditions Tourbillon
- Bibi , éditions du Seuil, éditions Tourbillon
- Mon père, c'est le plus fort (avec Frédéric Kessler), éditions Milan
- Chtouk le raton-laveur', éditions Frimousse
- Chponk le moustique, éditions Frimousse
- De l'art ou du cochon (avec Andy Guérif), éditions Milan
- La Course, éditions Milan

2013
- Tac-tac le hibou, éditions Frimousse
- Coucou, le grand cache-cache des animaux, éditions Tourbillon
- Histoires sans queue ni tête, éditions du Seuil
- Le petit oiseau va sortir, éditions Milan
- Fusée, éditions du Seuil -  Prix Libbylit 2014[5]

2014
- Clac la tortue, éditions Frimousse
- Gros Cornichon, éditions du Seuil  -  Prix Clel Bell award 2016
- Histoires sans fin, éditions du Seuil
- La Petite Caravane, éditions Tourbillon
- Le Petit Curieux, éditions Milan - Prix Sorcières 2015[6]
- Clic-clac, éditions Benjamin Médias
- Du bruit dans l'art (avec Andy Guérif), éditions Palette

2015
- CP ça veut dire quoi ? éditions Milan
- Dans le baba !, éditions  Albin Michel
- La Dispute, éditions Milan
- Madame Cocotte, éditions du Seuil
- Plop le chien, éditions Frimousse
- Pompons (avec Anwar Hussain), éditions Benjamins Média - Livre-CD

2016
- La Petite Trouille[7], (avec Alexis HK) éditions Benjamins Média - Livre-CD
- Dans tes bras , (avec Scotch and Sofa) éditions Benjamins Média - Livre-CD
- Il est l'heure d'aller au lit maintenant, éditions  Albin Michel
- La Comptine des perroquets , éditions Albin Michel
- Jojo la terreur, éditions du Seuil
- Plaf le canard , éditions Frimousse
- A la ferme d'Adèle, éd. Tourbillon

2017
- Un petit bouquin ! éditions Benjamins Média - Livre-CD
- Un petit magicien, éditions Saltimbanque
- Coquin de silence ![8], éditions Albin Michel
- Plouf le poisson rouge , éditions Frimousse
- Les Petits Nuages, éditions du Seuil
- Pou Poupidou, Albin jeunesse

2018
- L'imagier Toc-toc'[9], Milan
- Pou Poupidou, Albin Michel jeunesse
- Roule ma poule ![10], Milan
- Tac le panda, Frimousse
- Des tonnes d'animaux : un livre-jeu et mille infos qui détonnent !, texte Stéphane Frattini, Larousse jeunesse

2019
- Bla Bla : l'imagier qui parle, Benjamins media
- Ma poule raboule !, Milan
- Le père Noël est tombé dedans ! Milan
- Tom petit homme, Albin Michel jeunesse

## Livres-CD
- 2015 :  Pompons, texte et illustrations d'Édouard Manceau, musique originale et chant d'Anwar Hussain, Montpellier : Benjamins media
- 2016 : 
  - La petite trouille[7], texte et illustrations de Édouard Manceau, compositon, chant et narration de Alexis HK, Montpellier : Benjamins media
  - Dans tes bras, texte et illustration de Édouard Manceau, réalisé par Ludovic Rocca, instruments et chant Scotch & Sofa, chant Chloé Monin, Montpellier : Benjamins media

## Prix et récompenses
- Prix des Incorruptibles 2011[4] pour Tout pour ma pomme
- Prix des Incorruptibles 2012[4] pour Si tous les éléphants s'appelaient Bertrand...
- Prix Libbylit[11] 2014[5] pour Fusée
- Prix Sorcières 2015[6] pour Le Petit Curieux
- CLEL Bell Award 2016[12] pour Gros Cornichon
- Prix Tatoulu 2017 pour Dans le baba !

## Quelques expositions
- « Dans les petits papiers d'Édouard Manceau »[13], à partir de trois de ses albums Tout pour ma pomme... ; C'est l'histoire d'une histoire ; Tous pareils et Si tous les éléphants s'appelaient Bertrand..., parus entre 2008 et 2011, exposition itinérante
- « Merci, le vent ! »[14], d'après l'album au même titre paru en 2011, exposition itinérante

## Adaptations de son œuvre

### En spectacle
- « La famille Gribouillis »[15] de Monia Lyorit et Loïc Dauvillier, d'après deux ouvrages d'Édouard Manceau La famille Gribouillis (2009) et Nom d’un champignon ! (2007), production Il était une fois ; création 2015 ; tournées 2015-2017

### En série animée
- Série d'animation La P'tite Étincelle[16], d'après les ouvrages d'Édouard Manceau publiés aux éditions Frimousse, adaptation de Monia Lyorit et Loïc Dauvillier, réalisation Loïc Dauvillier (en développement)